# Depressão tropical Um (2009)
A Depressão Tropical Um foi o primeiro ciclone tropical a se desenvolver durante a temporada de furacões no oceano Atlântico de 2009. Após ser declarada como uma depressão tropical a 28 de maio, foi por terceiro ano consecutivo que se forma uma tempestade antes de que inicie a temporada oficial. Após ter-se formado numa área de baixa pressão na costa da Carolina do Norte, a depressão tropical Um se desenvolveu sobre a corrente do Golfo. Após atingir ventos sustentados de 35 mph (55 km/h) e com uma pressão mínima de 1006 mbar (hPa: 29.71 inHg), a depressão começou a debilitar-se devido a uma cisalhamento de vento e a fria temperatura da superfície do mar. Durante a tarde da 29 de maio, a convecção sócia com o sistema foi deslocada significantemente do centro de circulação; isto levou ao Centro Nacional de Furacões a emitir seu aviso final sobre a depressão que se tinha degradado a remanescentes de baixa pressão. Como um ciclone tropical, a depressão tropical Um não teve efeito em terra; no entanto, a precursora da depressão menor trazido chuvas e ventos a partes da costa da Carolina do Norte.

## Historial meteorológico

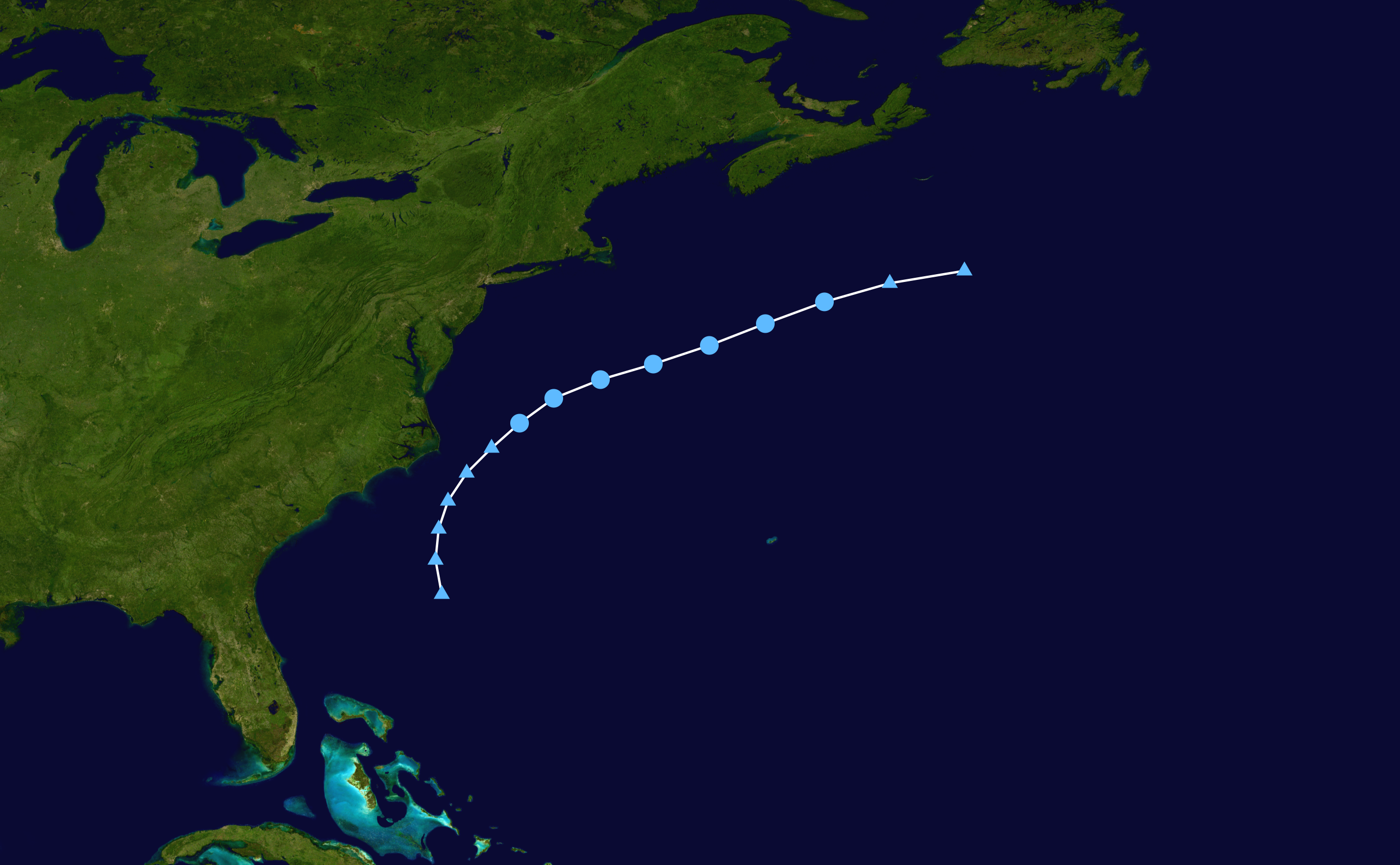
Percurso.

A depressão tropical Um se formou num área de baixa pressão a 25 de maio para perto de As Bahamas. Com rumo para o norte, o sistema começou a organizar-se. a 27 de maio, o Centro Nacional de Furacões (NHC) começou a emitir as suas previsões sobre a depressão localizada a 120 milhas (195 quilómetros) ao sul do Cabo Hatteras, Carolina do Norte. Também declarou que o sistema tinha poucas probabilidades de se fortalecer num ciclone tropical já que se previa que se dirigisse progressivamente a águas mais frias. Um área de alta pressão situada no sudeste do sistema dirigia-se para o nordeste Chaparrões e tempestades elétricas associaram-se com o sistema desorganizado. Devido à possibilidade de desenvolvimento, uma Missão de reconhecimento de um caça furacões, foi posta em modo de espera para um possível voo no sistema ao redor de 2 pm EDT. Na tarde da 27 de maio, o sistema voltou-se mais desorganizado, o que levou à cancelamento do voo do caça furacões à tempestade. O NHC emitiu a sua previsão final sobre a depressão às 8 pm EDT (0000 UTC 28 de maio) enquanto o sistema encontrava-se a 90 meu (150 km) ao leste do Cabo Hatteras, Carolina do Norte, já que não se esperava o desenvolvimento da depressão em tempestade.
A 28 de maio, o NHC voltou a emitir as suas previsões sobre o sistema já que a convecção começou a desenvolver-se rápido. Ao redor das 11:00 am EDT (1500 UTC), atribuiu-se-lhe como Depressão Tropical Um enquanto estava localizada a 310 meu (500 km) ao sul de Providence, Rhode Island. Após ser classificada, a depressão exibiu uma atividade convectiva profunda, com o centro da circulação situado no extremo noroeste. O redesenvolvimento do sistema foi o resultado da baixa cisalhamento, e águas quentes, de até 26 °C (79 °F), das Correntes do Golfo. Mais tarde nesse dia, convecção começou a diminuir enquanto a depressão dirigia-se a uma zona de cizalamento e águas mais frias. Durante esse tempo, o sistema incorporou-se dentro do oeste entre a crista subtropical ao sudeste e um cavado no noroeste. Ao redor das 7:30 pm EDT (2330 UTC), um satélite QuikSCAT passou sobre a depressão tropical e encontrou ventos com força de tempestade tropical; no entanto, determinou-se que os ventos tinham sido afectados pela chuva e, portanto, não representavam a verdadeira intensidade da depressão. Após que o satélite passou sobre a depressão, o centro de circulação esteve exposta parcialmente no noroeste e a zona de convecção associada com a depressão diminuiu.

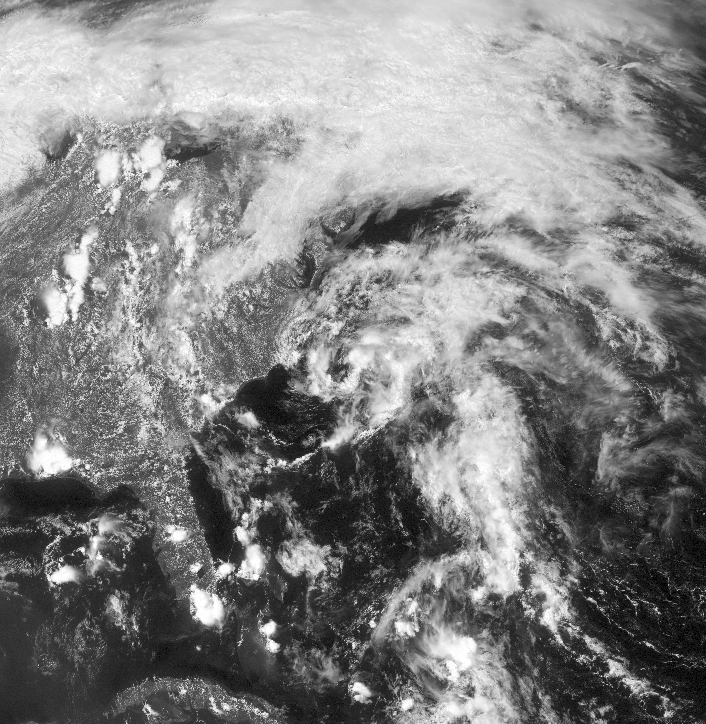
O precursor da depressão tropical Um a 27 de maio, causando chaparrões na costa da Carolina do Sul.

Na manhã da 27 de maio, a depressão tropical Um quase obtém o status de tempestade tropical, com uma intensidade estimada usando a Técnica Dvorak atingindo T2.5, ou 40 mph (65 km/h); no entanto, as estimativas foram tão baixas como T1.5, pelo que a intensidade da depressão permaneceu a 35 mph (55 km/h). Após uma grave ruptura na atividade convectiva na madrugada, chuvas e tempestades elétricas, persistiram até as 3:00 am EDT (0700 UTC). Situado na borda da corrente do Golfo, as probabilidades de que se intensificasse numa tempestade tropical eram nulas. Mais tarde essa manhã, o centro de circulação expôs-se plenamente pelo forte cisalhamento do vento, através de uma aproximação que começou a absorver a pequena depressão. O resto da convecção sócia com o sistema foi deslocada para o sudeste. Sem que se formasse uma convecção em torno da depressão, se degenerou num área de baixa pressão, durante a tarde da 29 de maio. O Serviço Nacional de Furacões já previa que a depressão entrasse numa transição de depressão extratropical antes da 30 de maio, até se dissipar em águas abertas e ao sudoeste da Nova Escócia. Às 5:00 pm EDT (2100 UTC) o NHC emitiu a sua aviso final sobre a Depressão Tropical Um.

## Preparação, impacto e recordes
Os remanescentes da depressão tropical Um produziram leves chuvas em algumas partes da Carolina do Norte a 27 de maio. As precipitações em Hatteras foram de 0,1 pol (2,5 mm) a 27 de maio, com ventos sustentados de até 15 mph (24 km/h) e com rajádas de até 23 mph (37 km/h). A pressão do nível do mar registada em relação ao sistema foi de 1009 mbar (hPa; 28.81 inHg). O aumento dos ventos ao longo das zonas costeiras do estado eram possível em relação com a borda da depressão. Quando a depressão tropical se formou a 28 de maio,marcou a terceira vez desde 1851, quando os registro fiáveis na bacia atlántica começou, que uma tempestade se formasse por três anos consecutivos antes da temporada, após que a tempestade subtropical Andrea, que se formou em maio de 2007 e a tempestade tropical Arthur em maio de 2008. A primeira tempestade em formar-se fora de temporada, foi em 1932, 1933, e 1934, e, a segunda foi nos anos 1951, 1952, e 1953.